# 埃貝冰川

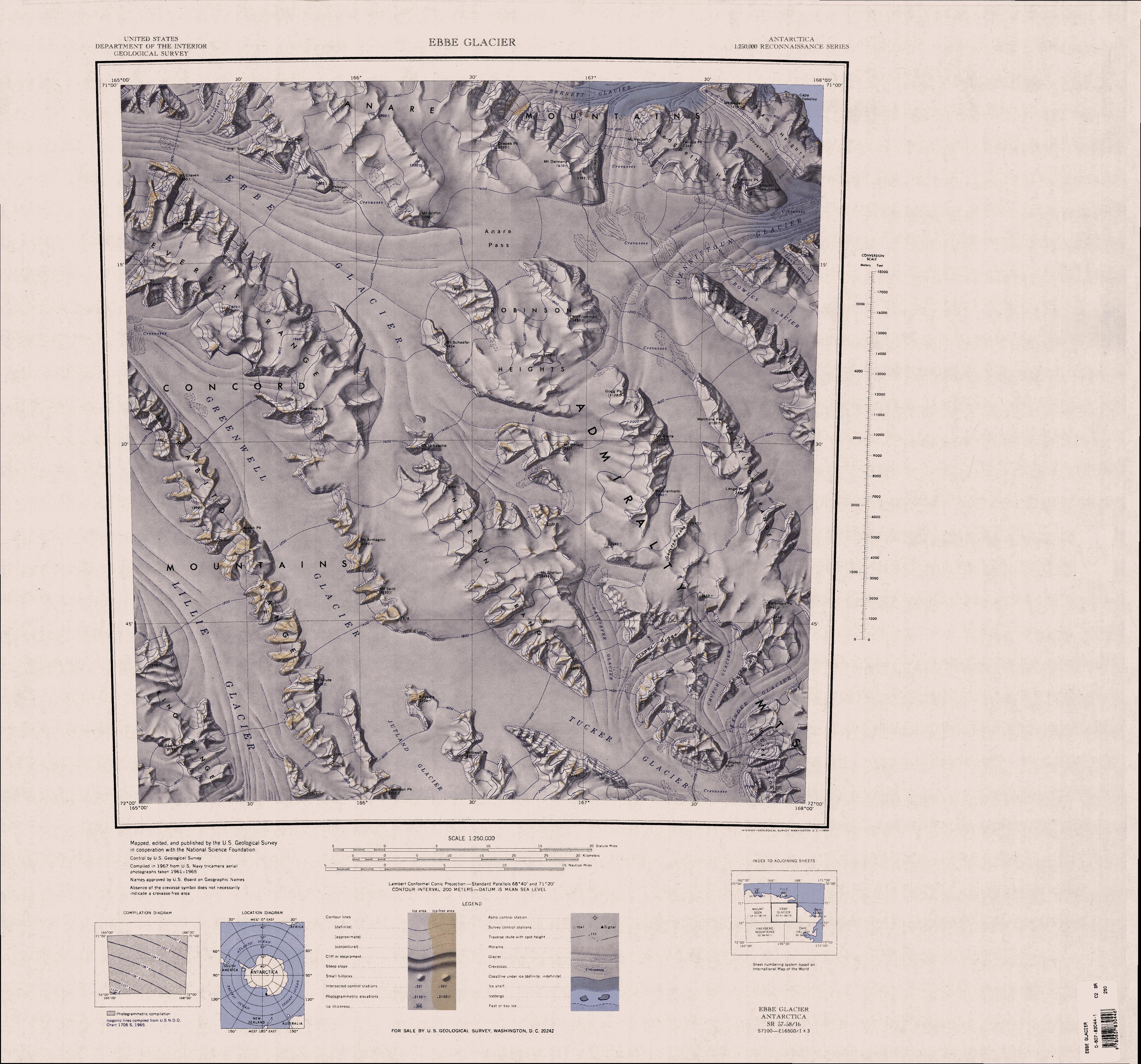

71°03′S 164°45′E / 71.050°S 164.750°E
埃貝冰川（英語：Ebbe Glacier）是南極洲的冰川，座標71°03′S 164°45′E / 71.050°S 164.750°E，位於維多利亞地，全長約100公里，最終注入利利冰川，該冰川根據美國地質調查局的測量和美國海軍的空中照片被繪入地圖。